# داريل هومر
داريل هومر (بالإنجليزية: Daryl Homer) هو مبارز بالسيف أمريكي، ولد في 16 يوليو 1990، في سانت توماس في الولايات المتحدة.

## وصلات خارجية
- داريل هومر على موقع الاتحاد الدولي للمبارزة (الإنجليزية)
- داريل هومر على موقع اللجنة الأولمبية الدولية (الإنجليزية)
- داريل هومر على موقع أوليمبيديا (الإنجليزية)
- داريل هومر على موقع اللجنة الأولمبية والبارالمبية الأمريكية (الإنجليزية)